# Dominique-Claude Barberie de Saint-Contest
Dominique-Claude Barberie de Saint-Contest (ur. 1668, zm. 1730) – francuski polityk i dyplomata.
Reprezentował Francję na kongresie pokojowym w Rastatt (1713–1715), zwanym przez Francuzów tak wówczas, jak i dziś „kongresem badeńskim” (Congrès de Bade). Podpisał w imieniu tego państwa pokój w Rastatt (7 marca 1714 r.). Od 1715 roku członek rady wojennej Francji.
Radca w radzie handlu (conseil du commerce). Był też ministrem pełnomocnym w Holandii (1720) i ambasadorem Francji na kongresie w Cambrai (1721).
Jego synem był dyplomata i polityk François Dominique de Barberie de Saint-Contest (1701–1754).